# Rankovci
Ne zamenjujte z naseljem Renkovci!
Rankovci so naselje v Občini Tišina. Nahaja se ob cesti Murska Sobota - mejni prehod Gederovci, (Avstrija). V bližini je tudi zdraviliško in turistično-počitniško naselje Radenci. Ob Muri pa se nahajajo mineralni vrelci.